# Zaplatycerus chorotega
Zaplatycerus chorotega är en stekelart som beskrevs av John S. Noyes 2000. Zaplatycerus chorotega ingår i släktet Zaplatycerus och familjen sköldlussteklar.
Artens utbredningsområde är:
- Costa Rica.
- Ecuador.

Inga underarter finns listade i Catalogue of Life.